# Fechtweltmeisterschaften 1937
Die Fechtweltmeisterschaften 1937 fanden in Paris statt. Es wurden acht Wettbewerbe ausgetragen, sechs für Herren und zwei für Damen.

## Herren

### Florett, Einzel
| Platz | Land | Sportler       |
| ----- | ---- | -------------- |
| 1     | ITA  | Gustavo Marzi  |
| 2     | FRA  | Édward Gardère |
| 3     | FRA  | René Lemoine   |
| 4     | FRA  | André Gardère  |

### Florett, Mannschaft
| Platz | Land               | Sportler                                                                                          |
| ----- | ------------------ | ------------------------------------------------------------------------------------------------- |
| 1     | Königreich Italien | Giorgio Bocchino, Manlio Di Rosa, Giorgio Faldini, Gustavo Marzi, Giuliano Nostini, Renzo Nostini |
| 2     | Frankreich         | René Bougnol, Philippe Cattiau, André Gardère, Édward Gardère, René Lemoine                       |
| 3     | Österreich         | Ernst Baylon, Kurt Ettinger, Roman Fischer, Josef Losert, Hans Lion, Hugo Weczerek                |

### Degen, Einzel
| Platz | Land | Sportler        |
| ----- | ---- | --------------- |
| 1     | FRA  | Bernard Schmetz |
| 2     | FRA  | Jacques Coutrot |
| 3     | BEL  | Robert Strasse  |

### Degen, Mannschaft
| Platz | Land               | Sportler                                                                                                 |
| ----- | ------------------ | --- |
| 1     | Königreich Italien | Carlo Agostoni, Roberto Battaglia, Dario Mangiarotti, Edoardo Mangiarotti, Saverio Ragno, Mario Visconti |
| 2     | Frankreich         | Édouard Artigas, Jacques Coutrot, Henri Dulieux, Michel Pécheux, Bernard Schmetz, Albert Wolff           |
| 3     | Schweden           | Frank Cervell, Hans Drakenberg, Gustaf Dyrssen, Hans Granfelt, Bengt Ljungquist, Sven Thofelt            |

### Säbel, Einzel
| Platz | Land | Sportler         |
| ----- | ---- | ---------------- |
| 1     | HUN  | Pal Adam Kovacs  |
| 2     | HUN  | Tibor Berczelly  |
| 3     | HUN  | László Rajcsányi |

### Säbel, Mannschaft
| Platz | Land               | Sportler                                                                                          |
| ----- | ------------------ | ------------------------------------------------------------------------------------------------- |
| 1     | Ungarn             | Tibor Berczelly, Aladár Gerevich, Pál Kovács, Lajos Maszlay, László Rajcsányi, Imre Rajczy        |
| 2     | Königreich Italien | Arturo di Lorenzo, Gustavo Marzi, Aldo Masciotta, Aldo Montano, Giuseppe Perenno, Vincenzo Pinton |
| 3     | Deutsches Reich    | Erwin Casmir, Julius Eisenecker, Hans Esser, August Heim, Heinrich Moos, Richard Wahl             |

## Damen

### Florett, Einzel
| Platz | Land | Sportlerin         |
| ----- | ---- | ------------------ |
| 1     | DEU  | Helene Mayer       |
| 2     | HUN  | Ilona Elek         |
| 3     | AUT  | Ellen Müller-Preis |

### Florett, Mannschaft
| Platz | Land            | Sportlerinnen                                                                           |
| ----- | --------------- | --------------------------------------------------------------------------------------- |
| 1     | Ungarn          | Erna Bogathy, Ilona Elek, Margit Elek, Katalin Horváth, Györgyné Rozgonyi, Ilona Vargha |
| 2     | Deutsches Reich | Hedwig Haß, Helene Mayer, Olga Oelkers, Rotraud von Wachter                             |
| 3     | Dänemark        | Ulla Barding, Karen Lachmann, Kate Mahaut, Grete Olsen, Aya Pedersen, Mitzi With        |

## Medaillenspiegel
| Platz | Land               | Gold | Silber | Bronze | Gesamt |
| ----- | ------------------ | ---- | ------ | ------ | ------ |
| 1     | Ungarn             | 3    | 2      | 1      | 6      |
| 2     | Königreich Italien | 3    | 1      | –      | 4      |
| 3     | Frankreich         | 1    | 4      | 1      | 6      |
| 4     | Deutsches Reich    | 1    | 1      | 1      | 3      |
| 5     | Österreich         | –    | –      | 2      | 2      |
| 6     | Belgien            | –    | –      | 1      | 1      |
| 7     | Dänemark           | –    | –      | 1      | 1      |
| 8     | Schweden           | –    | –      | 1      | 1      |